# 이미리 (국악인)
이미리(李美里, 1986년 9월 24일~)는 대한민국의 국악인이자 트로트 가수로, 2005년 《MBC 대학가요제》에서 퓨전 국악 음악 그룹 〈의혈아〉의 구성원으로 참가해 《춘향사곡》으로 본선 진입했다.

## 음반
- 2005년 ... 《MBC 대학가요제》에서 〈의혈아〉의 구성원으로 참가해 《춘향사곡》으로 본선 진입.
- 2020년 ... 《미리뽕》

## 출연작
- 2005년 MBC 《대학가요제》 ... 〈의혈아〉의 구성원 참가 및 《춘향사곡》이라는 작품으로 입선.
- 2019년 TV조선 《아내의 맛》 (송가인 편, 49회)
- 2019년 MBN 《보이스 퀸》
- 2020년 MBN 《모던 패밀리》 (스페셜 MC)
- 2020년 MBN 《동치미》 (376회)
- 2020년 MBN 《집시 맨》 (178회)
- 2020년 MBN 《트로트 퀸》
- 2020년 MBN 《라스트 싱어》
- 2023년 KBS1 《6시 내고향》 금요일 코너 60초를 잡아라 임시 패널 7925회 · 7930회[1], 7940회 해양 치유의 섬 완도 특집(12월 22일)

## 수상 내역
- 2013년 제20회 달구벌전국청소년국악경연대회 대학일반부 종합대상

## 기타
- 중요무형문화재 제57호 경기민요 이수자

## 같이 보기
- 오정해
- 박애리